# Final Fantasy XVI
Final Fantasy XVI (яп. ファイナルファンタジーXVI файнару фантадзи сиккусутиин) — компьютерная игра в жанре ролевого экшна 2023 года, разработанная и изданная Square Enix для консоли PlayStation 5, шестнадцатая основная игра серии Final Fantasy. В 2024 году была выпущена версия игры для Windows, а в 2025 для Xbox Series X/S. В ходе Final Fantasy XVI герой игры, воин Клайв, странствует по обширным локациям вымышленного мира Валистия и вступает в сражения с различными противниками. Боевая система включает в себя как физические, так и магические атаки на ближней и дальней дистанциях. В игре появляются многие повторяющиеся элементы серии, в частности, птицы Чокобо, которых герой использует для верховой езды, и призываемые существа — «Айконы»; последние появляются в игре и как боссы, и как источники силы главного героя.
События Final Fantasy XVI разворачиваются на двух континентах Валистии под названиями Сторм и Эш. На их территориях расположены шесть независимых государств, главными экономическими и военными ресурсами которых являются магические кристаллы и Доминанты — люди, выступающие сосудами для могущественных существ Айконов. Напряжённость между народами обостряется с распространением волшебной чумы, известной как «Мор». В начале игры Клайв, сын герцога Розарии, служит «Первым щитом» своего младшего брата Джошуа, одного из Доминантов. Пережив падение родного дома, Клайв попадает в эпицентр противостояния между мировыми державами Валистии, санкционированного таинственной силой извне.
Разработка игры началась в 2015 году; на тот момент в команду разработчиков входили: продюсер Наоки Ёсида, руководитель разработки Хироси Такаи, художники Хироси Минагава и Кадзуя Такахаси, креативный директор и основной сценарист Кадзутоё Маэхиро, композитор Масаёси Сокэн и планировщик сражений Рёта Судзуки. Ёсида хотел создать игру в жанре тёмного фэнтези, который, по его мнению, должен был освежить серию и привлечь внимание новых игроков. На разработку Final Fantasy XVI повлияла пандемия COVID-19. Рецензенты высоко оценили игру за её сюжет, графику и игровой процесс, но вместе с тем критиковали за отсутствие элементов RPG, технические проблемы и содержание побочных квестов. За первую неделю с момента релиза игры было продано более трёх миллионов копий.

## Игровой процесс

Сражение в Final Fantasy XVI, в котором Клайв использует силу Айкона

Final Fantasy XVI представляет собой ролевой экшен. Пользователи управляют главным героем игры Клайвом Розфилдом, который в сопровождении управляемых ИИ компаньонов исследует континенты Валистии, состоящие из нескольких крупных локаций. В игре появляются повторяющиеся элементы серии Final Fantasy, такие как птицеподобные существа Чокобо и монстры. По окончании сюжетного пролога Клайв может свободно перемещаться по различным регионам Валистии. На континентах расположены подземелья, города и незаселённые поля; игроки выбирают интересующие их места через меню быстрого перемещения на карте мира. Клайв в состоянии путешествовать по открытым зонам как пешком, так и верхом на Чокобо. Также у главного героя есть собственное убежище, в котором он может взаимодействовать с неигровыми персонажами, получать информацию о статусе своих знакомых, отслеживать политическую ситуацию в мире, приобретать зелья, оружие и иное снаряжение у торговца, изготавливать или улучшать вышеперечисленные предметы у кузнеца, а также принимать побочные квесты, от оказания помощи NPC до охоты на монстров. Сведения о локациях, персонажах, бестиарии и тайнах Валистии хранятся в базе данных, которая пополняется по мере прохождения сюжета.
Бои разворачиваются на открытых локациях; они начинаются, когда противники замечают отряд игрока. В то время как Клайв остаётся единственным управляемым игроком персонажем, его компаньоны управляются ИИ и обладают собственными физическими и магическими атаками. Также у протагониста есть постоянный спутник — снежный волк Торгал; пользователи управляют его действиями через специальное командное меню. Помимо обычных физических атак и уклонения, боевой арсенал Клайва пополняют атаки стихийных Айконов — «призывов», появляющихся во всех основных играх серии. Во время боя игрок может менять Айконов по своему усмотрению и объединять их атаки для проведения различных комбо. После проведения успешной серии атак воля противника ломается, а затем активируется механика «Ошеломления», благодаря которой игрок получает возможность сократить шкалу здоровья оглушённого оппонента. Помимо стандартных сражений в игре присутствуют поединки Айконов, каждый из которых обладает уникальными приёмами; после победы над ними Клайв приобретает новые способности.
За победу над противниками и выполнение квестов Клайв получает очки опыта и навыков. Очки опыта повышают уровень персонажа, а очки навыков могут быть использованы игроком для изучения древа способностей. Игрок может выбрать комбинацию способностей под свои нужды и стиль игры, а также при желании сбросить древо в ходе геймплея, вернув потраченные очки, и перераспределить их под новый стиль.
В Final Fantasy XVI есть два режима — «сюжет», в котором разработчики предлагают игроку набор аксессуаров для упрощения боя и усиления персонажей, и «игровой процесс» с выдачей стандартного снаряжения. После завершения игры становятся доступны новые опции, в частности «Новая игра+» — в этом случае статистика персонажей и снаряжение переносятся в новую игру, а также более сложный режим «Final Fantasy». В аркадном режиме игроку предстоит пройти несколько испытаний; в зависимости от количества набранных очков игра выставляет ту или иную оценку. В некоторых испытаниях предусмотрены ограничения, например, Клайв может использовать только способности Айкона.

## Сюжет

### Сеттинг

Карта Валистии, на которой изображены два континента — Сторм (слева) и Эш (справа)

События Final Fantasy XVI разворачиваются в вымышленном мире под названием Валистия, на двух его континентах — Сторм и Эш, — из которых прорастают огромные магические кристаллы, известные как Исходные кристаллы. Различные народы используют осколки этих кристаллов как источник энергии, выстраивают с их помощью свою экономику и укрепляют политическое влияние. Помимо обычных людей в мире рождаются так называемые «Носители», способные использовать магию без кристаллов. Другие люди относятся к Носителям как к расходному материалу, порабощают и эксплуатируют для облегчения собственного существования. Чрезмерное применение магии истощает Носителей, в результате чего те постепенно обращаются в камень и умирают. Важнейшими военными ресурсами в Валистии являются Айконы — магические существа невероятной силы, которые выбирают себе человеческие сосуды, известные как Доминанты. Всего существует восемь Айконов, по одному на каждую из стихий — Феникс (огонь), Левиафан (вода), Шива (лёд), Раму (гром), Титан (земля), Гаруда (ветер), Один (тьма) и Багамут (свет). Этот баланс нарушается с появлением второго Айкона огня — Ифрита, — что запускает цепь основных событий.
На территории Валистии есть несколько могущественных держав: Великое Герцогство Розария, Священная Империя Сенбрек и Республика Дальмекия на континенте Сторм, Королевство Валуд на континенте Эш и нейтральный регион Кристальный Доминион, расположенный между Стормом и Эшем. Также у побережья Сторма расположено Железное Королевство. В какой-то момент земли Валистии поразила магическая чума, известная как «Мор»; участки суши с дефицитом эфира истощаются, что приводит к борьбе народов за выживание. Доминанты и их Айконы играют ключевую роль в укреплении политики и армии стран. В зависимости от места рождения Доминанты могут стать политическими лидерами, занимать высокие должности в иерархии государства, иметь некоторые привилегии и пользоваться снисхождением окружающих или же подвергаться жестокому обращению и быть живым оружием.

### Персонажи

Рекламное изображение за авторством Кадзуи Такахаси, демонстрирующее основных и второстепенных персонажей Final Fantasy XVI. Сверху вниз, слева направо: Бенедикта Харман, Варнава Тармр, Хьюго Купка, Джошуа Розфилд, Торгал, Дион Лесаж, Клайв Розфилд, Сидольф Теламон и Джилл Уоррик

Главным героем игры выступает Клайв Розфилд — первенец эрцгерцога из правящей семьи Розарии, — который, тем не менее, не наследует престол вслед за своим отцом, так как Айкон Феникса переродился в его младшем брате Джошуа. Несмотря на то, что Клайв не стал Доминантом, он может приобретать и контролировать фрагменты силы других Айконов. По мере развития сюжета Клайва сопровождают различные компаньоны: принцесса Северных Земель, его подруга детства и Доминант Шивы Джилл Уоррик, которая провела большую часть жизни в заточении в Железном Королевстве, его ручной снежный волк Торгал, а также бывший лорд-командующий Священной Империи Сенбрек и Доминант Раму Сидольф «Сид» Теламон, предоставивший убежище Носителям и Доминантам. Немаловажную роль в сюжете играют король Валуда и Доминант Одина Варнава Тармр, глава королевских лазутчиков Валуда и Доминант Гаруды Бенедикта Харман, ключевая политическая фигура Республики Дальмекия и Доминант Титана Хьюго Купка, а также коронованный принц Священной Империи Сенбрек и Доминант Багамута Дион Лесаж.

### История
В 860 году Клайв служит Щитом Джошуа, который передал старшему брату частицу силы Феникса; свободное время они проводят в компании с находящейся на попечении герцога Джилл и щенком Клайва Торгалом. В сопровождении отца и верных подданных братья отправляются к крепости «Врата Феникса», чтобы Джошуа пробудил свою силу. Мать Клайва и Джошуа Анабелла вступает в сговор с императором Сенбрека Сильвестром, и вместе они организовывают заговор против эрцгерцога. Став свидетелем убийства Элвина, Джошуа перевоплощается в Феникса, после чего на него нападает второй Айкон огня — Ифрит — и убивает в поединке; Клайв клянётся найти доминанта Ифрита и отомстить ему, прежде чем теряет сознание от переутомления. Анабелла, которая всю жизнь презирала Клайва из-за того, что не он унаследовал силу Феникса, отдаёт старшего сына в армию империи, где на него ставят клеймо носителя. Тринадцать лет спустя Клайв и другие солдаты Сенбрека отправляются в гущу сражения между Республикой Дальмекией и Железным Королевством, чтобы убить доминанта Железного Королевства, которым оказывается порабощённая Джилл. Клайв отказывается убивать её и дезертирует из армии; Сид спасает обоих и приводит в своё убежище, после чего соглашается помочь Клайву найти доминанта второго Айкона огня. Вскоре они обнаруживают его в заточении у Бенедикты и вступают с ней в бой. Победив Бенедикту, Клайв забирает силу её Айкона Гаруды. Подвергнувшись нападению со стороны разбойников, Бенедикта превращается в разгневанную Гаруду. Клайв же принимает обличье Ифрита и убивает её. Осознав, что он и есть доминант второго Айкона огня, который убил Джошуа, Клайв замыкается в себе, однако Сид помогает ему воспрянуть духом и убеждает исследовать источник силы Ифрита.
Ужаснувшись жестокому обращению с Носителями и их сторонниками в Розарии, Клайв и Джилл решают помочь Сиду и его людям в освобождении угнетённых и в уничтожении Исходных кристаллов — источника мора, поглощающего земли Валистии. Клайв, Сид и Джилл проникают в столицу Сенбрека и достигают Исходного кристалла «Головы дракона», где сталкиваются с Тифоном. Монстр смертельно ранит Сида, однако тот всё же уничтожает кристалл. Выясняется, что обличье Тифона принял представитель внеземной расы Ультима, который стремится завладеть телом Клайва. Переживший нападение Ифрита благодаря силе Феникса Джошуа останавливает Ультиму и запирает в клетку внутри своего тела. Подчинённые Варнавы убеждают Купку, что за смертью его возлюбленной Бенедикты стоит Сид. Чтобы отомстить Сиду, Купка уничтожает его убежище, и лишь единицам удаётся спастись. Пять лет спустя Клайв, который стал «вторым Сидом», использует войну между Республикой Дальмекией и Сенбреком, возникшую по причине оккупации нейтральной территории Кристального Доминиона со стороны последней, как возможность для уничтожения «Дыхания дракона» — исходного кристалла Железного Королевства. Ультима продолжает нагнетать обстановку в Валистии через Варнаву и сына Анабеллы и Сильвестра Оливье. Клайв отрезает руки Купке в родовом замке Розарии, а затем, когда тому удаётся скрыться, выслеживает его у исходного кристалла Дальмекии — «Клыка Дракона». Купка перевоплощается в Титана, а затем усиливает свою форму с помощью эфира, однако Клайв вновь побеждает в бою и уничтожает его вместе с кристаллом.
Дион устраивает государственный переворот против Анабеллы, в ходе которого случайно убивает своего отца и в ярости превращается в Багамута. Клайв уничтожает исходный кристалл Доминиона «Хвост дракона» и воссоединяется с Джошуа, который помогает ему победить Багамута. Дион выживает и убивает Оливье, после чего обезумевшая Анабелла кончает жизнь самоубийством. Затем Клайв настигает Варнаву, убивает его и уничтожает исходный кристалл Валуда «Хребет дракона». Тем не менее, Ультима раскрывает, что последние события в Валистии являются частью его плана по превращению Клайва в сосуд. Джошуа выясняет, что раса Ультимы прибыла на их планету из другого мира, который поглотил мор, после чего создала жизнь и наполнила землю исходными кристаллами, чтобы собрать достаточное количество эфира для мощнейшего заклинания воскрешения. Для этого Ультиме необходим сосуд, обладающий силой всех Айконов; остальных же людей Ультима планирует лишить воли и сознания и превратить в безмолвных рабов акаш. Клайв, Джошуа и Дион атакуют небесную крепость Ультимы «Исток». Дион погибает в бою, а Джошуа получает смертельное ранение из-за извлечения фрагмента сущности Ультимы из его тела. Джошуа жертвует собой, чтобы отдать Клайву своего Айкона. После убийства Ультимы Клайв залечивает раны Джошуа и уничтожает последний исходный кристалл, что приводит к исчезновению магии из Валистии. В сцене после титров, действие которой разворачивается в будущем, где магия и Айконы считаются мифом, демонстрируется мирная жизнь отдельно взятой семьи.
Сюжетные дополнения Echoes of the Fallen и The Rising Tide расширяют повествование игры. В Echoes of the Fallen, действие которого происходит незадолго до финальной битвы, на чёрном рынке появляются фрагменты искусственно выведенных кристаллов рассвета, созданных представителями вымершей древней расы, известной как Павшие. Клайв, Джошуа и Джилл отправляются в Шпиль мудреца, чтобы уничтожить Исходный кристалл. Они знакомятся с торговцем Фамилем, чьё племя также пострадало от мора, и, чтобы выжить, они продают кристаллы из Шпиля мудреца. Отряд Клайва сражается с искусственным Айконом, получившим название «Омега», и уничтожают Исходный кристалл башни. В The Rising Tide Клайв отправляется в страну Мисидию, где живёт потерянный Айкон Левиафан.

## Разработка

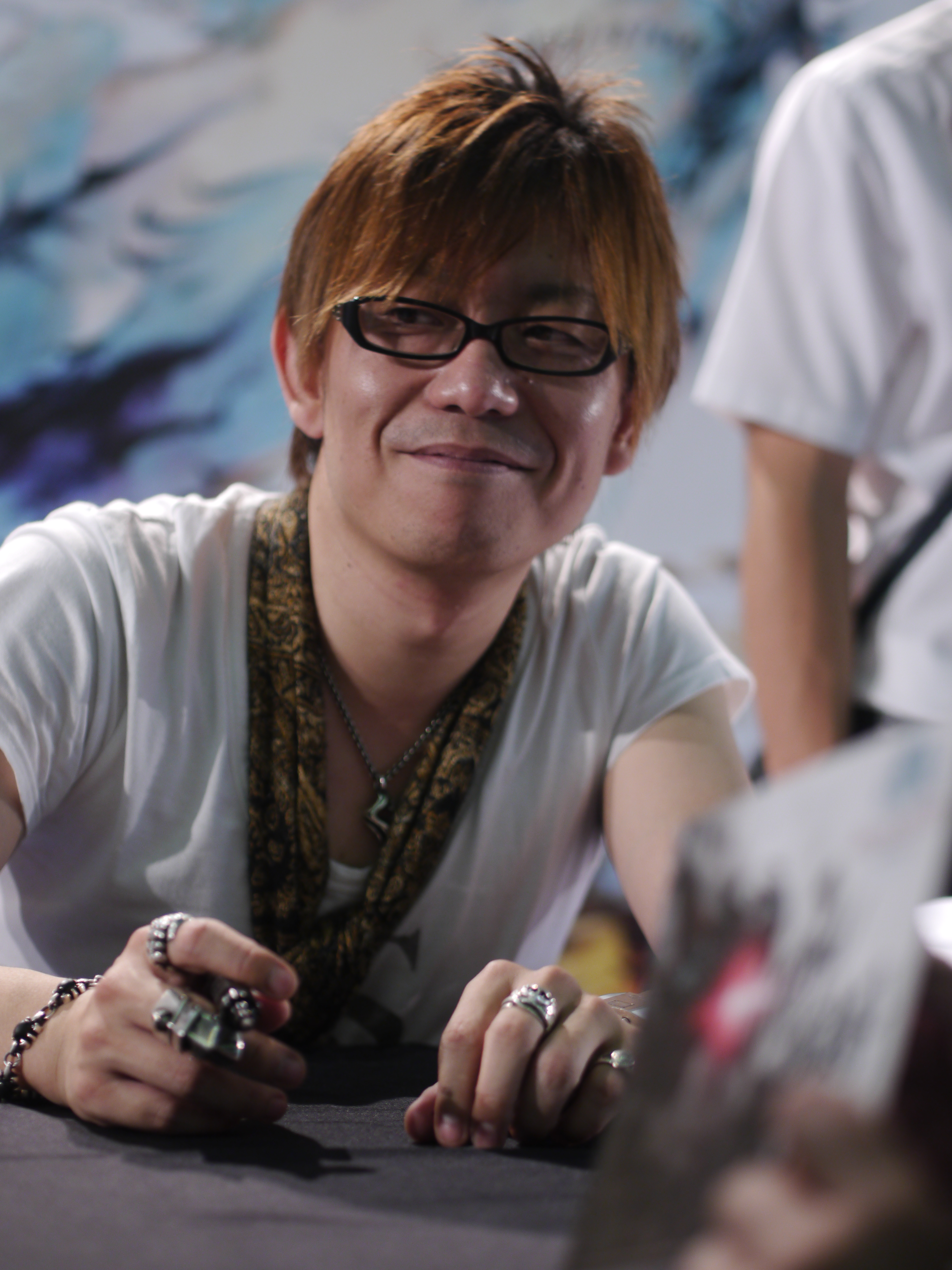
Продюсер Final Fantasy XVI Наоки Ёсида

Разработкой Final Fantasy XVI занималось подразделение Square Enix Creative Business Unit III. Над игрой работали создатели MMORPG Final Fantasy XIV (2013) и проектов подсерии «Ивалис». Наоки Ёсида не только продюсировал Final Fantasy XIV, но и возглавлял её создание. Руководителем разработки Final Fantasy XVI выступил Хироси Такаи, наиболее известный по работе над серией SaGa и игрой The Last Remnant (2008). Кадзутоё Маэхиро взял на себя обязанности креативного директора и главного сценариста. Бывший ведущий инженер компании Level-5 Юсуке Хасимото присоединился к проекту в качестве ведущего системного программиста. Арт-директором FFXVI стал Хироси Минагава, в то время как за дизайн персонажей отвечал Кадзуя Такахаси. Художник Ёситака Амано придумал логотип игры, изображающий противостояние Айконов Ифрита и Феникса.
Ёсида приступил к работе над концепцией Final Fantasy XVI в 2015 году, после того как генеральный директор Square Enix Ёсуке Мацуда поручил ему создать следующую основную игру серии. На тот момент команда Creative Business Unit занималась разработкой Final Fantasy VII Remake (2020), а Ёсида заканчивал производство дополнения Heavensward для Final Fantasy XIV, поэтому продюсеру пришлось работать над FFXIV параллельно XVI. Ёсида собрал небольшую группу разработчиков, вместе с которыми придумал основу для сюжета игры; среди них были Маэхиро и геймдизайнер Мицутоси Гондай. Ёсида согласился курировать проект в качестве продюсера, так как уже являлся продюсером и руководителем разработки Final Fantasy XIV и из-за нехватки времени не мог возглавить производство ещё одной масштабной игры. Компания назначила руководителем разработки Такаи, который уже работал с Ёсидой над Final Fantasy XIV, пользовался большим уважением среди коллег, участвовал в создании других игр франшизы и умел работать со спецэффектами. Полноценное производство Final Fantasy XVI началось в 2016 году после выхода патча 3.4 дополнения Heavensward; для следующего аддона Stormblood Такаи и Маэхиро подыскали себе замену. Также в разработке игры принимали участие команда разработчиков Kingdom Hearts Тая Ясуэ из Square Enix Creative Business Unit I и команда PlatinumGames под руководством Такахисы Тауры.
Разработчики учли критику в адрес Final Fantasy XV (2016) относительно планировки открытого мира и подачи сюжета. В первую очередь Такаи хотел добавить комфортную боевую систему и мрачное повествование в духе тёмного фэнтези с рассмотрением сложных тем. По задумке Ёсиды, игра создавалась не для детей или взрослых, но для «игроков всех поколений». Ко всему прочему, продюсер хотел, чтобы серия отошла от привычных стереотипов — художественного стиля, напоминающего аниме, и нацеленности на подростковую аудиторию. Изначально Final Fantasy XVI задумывалась как эксклюзив для PlayStation 5; также Square Enix рассматривала возможность создания версии для PlayStation 4, но в конечном итоге отказалась от этой идеи, чтобы не ограничивать амбиции команды.
Из-за пандемии COVID-19 разработчикам пришлось перейти на дистанционную работу, в результате чего производство отставало от графика на полгода из-за ограниченного взаимодействия как с головным офисом Square Enix, так и с аутсорсинговыми компаниями. К концу 2020 года команда завершила работу над концепцией и сюжетом и переключилась на создание внутриигровых механик, таких как битвы с боссами. К апрелю 2022 года разработка FFXVI находилась на завершающей стадии; на тот момент команда работала над побочными квестами. К июню того же года игра была полностью работоспособной, а разработчики сосредоточились на доработке отдельных элементов и записи актёров озвучивания. Изначально Square Enix планировала выпустить игру на двух дисках, однако в итоге команда уместила её на один диск во избежание производственных затрат и проблем с мастерингом.

### Дизайн
В ходе наших обширных исследований мы выяснили, что многие представители молодого поколения геймеров никогда не играли в Final Fantasy или не интересуются этой серией. Чтобы создать игру, которая могла бы увлечь и найти отклик не только у наших преданных поклонников, но и у этого нового поколения, мы сами играли в различные игры, и поэтому да, в Final Fantasy XVI вы найдете вдохновение, взятое из современных ААА ролевых игр с открытым миром. Однако, чтобы рассказать историю, которая ощущается как нечто, охватывающее весь мир и не только, мы решили избежать дизайна открытого мира, который ограничивает нас одной большой игровой зоной, и вместо этого сосредоточиться на дизайне игры, основанном на независимых областях, который может дать игрокам ощущение по-настоящему глобального масштаба.
Ёсида опросил фанатов серии Final Fantasy о том, какую боевую систему они хотели бы видеть в FFXVI: одна часть игроков склонялась к поединкам в реальном времени, а другая — к пошаговым сражениям. Принимая во внимание современные игровые тенденции и показатели продаж других популярных франшиз, продюсер, в конечном итоге, сделал выбор в пользу боёв в реальном времени, хотя и понимал, что такой подход может отпугнуть давних фанатов серии. На ранних стадиях разработки игры растущая команда занималась тестированием игрового процесса, чтобы быстро отбросить неработающие элементы, в то время как руководство Square Enix не устраивал медленный темп разработки. Команде пришлось отказаться от создания открытого мира, так как для этого требовалось огромное количество времени сверх установленных сроков. Также разработчики упростили управление игрокам, сделав Клайва единственным играбельным персонажем; хотя другие члены партии управлялись ИИ, в FFXVI было добавлено меню управления компаньоном-волком.
Не считая команды Kingdom Hearts, у Square Enix было мало опыта в создании боёв в реальном времени. Ёсида назначил дизайнера Capcom Рёту Судзуки, который ранее работал над серией Devil May Cry, планировщиком сражений. В поединках Айконов использовалась уникальная механика, отличающаяся от стандартного управления Клайвом. Противостояние с Гарудой стало одним из первых созданных сражений между Айконами и практически не менялось на протяжении всего производства игры. В какой-то момент разработчики хотели посвятить Айконам дополнительные квесты. При разработке дизайна монстров и некоторых NPC они вдохновлялись персонажами из предыдущих игр серии.
Ёсиде нравились стиль и воображение Маэхиро, поэтому он назначил его сценаристом игры. В то время Маэхиро уже занимался написанием сюжета для Heavensward, поэтому смог приступить к работе над Final Fantasy XVI только в 2016 году. В основу повествования легли первые сезоны сериала «Игра престолов», а также классическое и современное аниме. После того, как Маэхиро закончил сценарий, Майкл-Кристофер Кодзи Фокс изучил его и дополнил. Маэхиро написал диалоги до завершения геймдизайна. Сценарий писался на японском языке, а затем был переведён на английский. Помимо того что разработчикам нравилась средневековая стилистика предыдущих игр Final Fantasy, они хотели исключить элементы научной фантастики, появлявшиеся в более поздних проектах серии, из-за которых она, по их мнению, стала «статичной». Прежде чем написать историю, Маэхиро создал карту игрового мира и придумал сеттинг.
Ёсида всегда хотел, чтобы игра была посвящена личной истории Клайва и его взаимоотношениям с жителями воюющих государств. Центральной темой истории было столкновение ценностей. Клайв и Дион задумывались как противоположности, принцы тьмы и света. Кристаллы представляли собой метафору на истощение ископаемого топлива, а доминанты и Айконы рассматривались как оружие массового поражения. Слоган игры — «Наследие кристаллов долгое время формировало нашу историю» — не только ставил под сомнение пользу от наделения персонажей игры магическим даром, но и символизировал отход серии от жанра научной фантастики. Айконы были основаны на известных и популярных призывах из Final Fantasy, при этом ключевая роль отошла Ифриту, который в предыдущих играх серии был базовым призывом для начинающих игроков. Большая часть повествования раскрывалась через внутриигровые ролики и диалоги. За их режиссуру отвечал Такеси Нодзуэ.

### Музыка

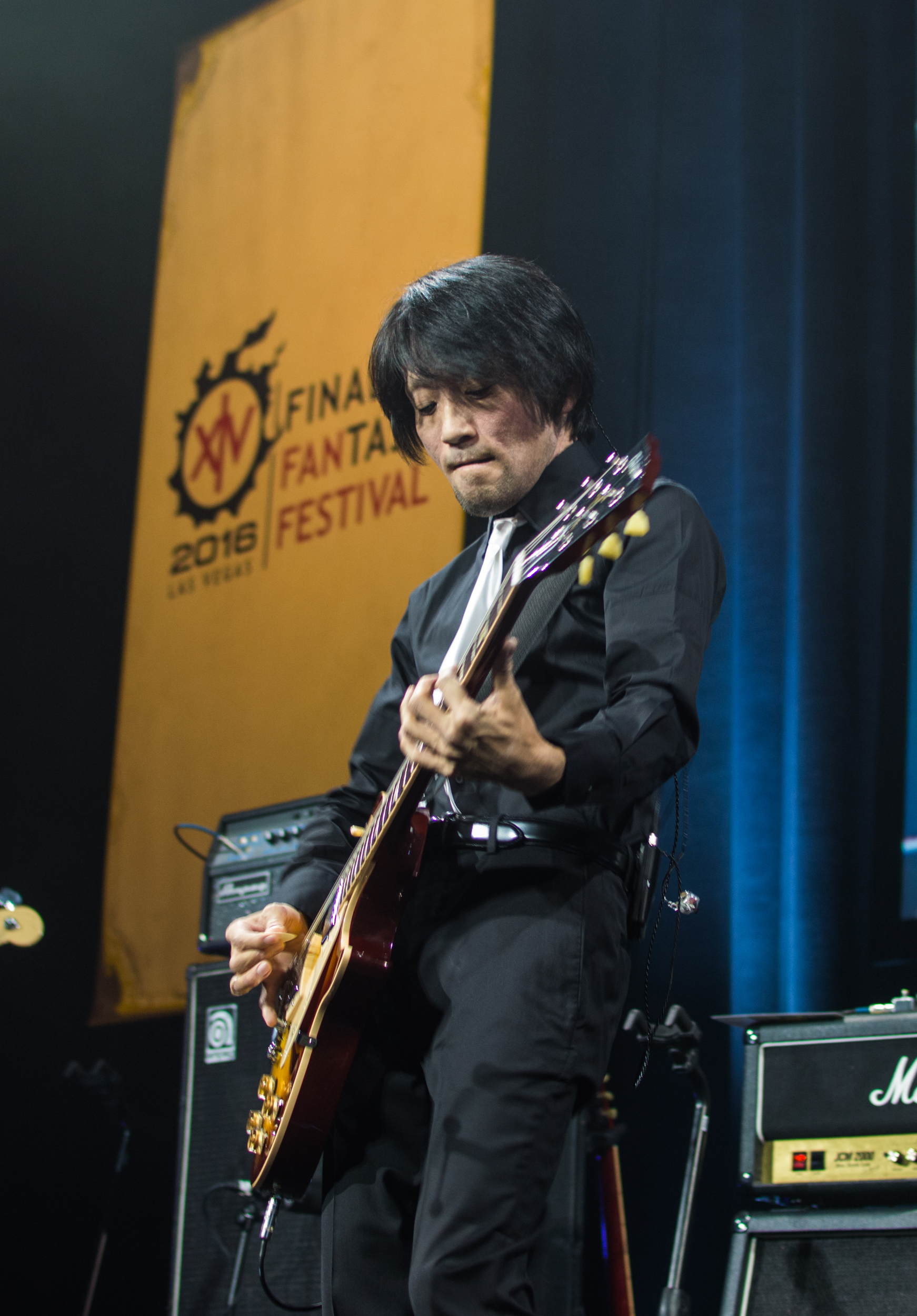
Композитор Final Fantasy XVI Масаёси Сокэн

В то время как Масаёси Сокэн был главным композитором Final Fantasy XVI, Такафуми Имамура, Дайки Исикава, Сая Ясаки и Джастин Фриден также приняли участие в написании музыки к игре. Ранее Сокэн работал с Ёсидой и Такаем над Final Fantasy XIV; он присоединился к разработке FFXVI, так как уже имел представление об авторских стилях Ёсиды, Такая и Маэхиро. Сокэн хотел противопоставить композиции из игры более лёгким мелодиям из FFXIV, поэтому придерживался нового направления в музыке, отвечающего стилистике тёмного фэнтези. Изначально композитор планировал написать около 140 песен, однако в конечном итоге их число превысило 200, включая различные вариации тем персонажей. Такое большое количество треков в игре Сокэн объяснил обилием разношёрстных персонажей и событий в вымышленном мире, а также нежеланием допускать самоповторы. За плечами композитора имелся большой опыт работы над Final Fantasy XIV, в которой он использовал несколько музыкальных стилей, отдавая дань уважения игровой серии, поэтому ему было трудно сочинять музыку для конкретной игры с единым сюжетом. Разработчики добавили музыку в игру в последнюю очередь — после того, как определились с направлениями сюжета и игрового процесса.
Особенно трудно команде пришлось с написанием песни барда, для исполнения которой потребовалось привлечь профессионального певца; текст песни менялся в зависимости от положения Клайва в обществе по мере развития сюжета. Эти трудности выражались в несбалансированности высоты звука и темпа, а также в непростой локализации на другие языки. Кроме того, классическая тема Chocobo не вписывалась в мрачный сеттинг FFXVI, поэтому разработчики приняли решение сократить её до короткого джингла. По просьбе Сокэна Фокс работал над вокальным сопровождением к некоторым трекам; одним из таких треков была тема победы. Фокс перевёл свои тексты на древнегреческий язык, чтобы мотивы воспринимались древними и инородными. Японский певец Кэнси Ёнэдзу написал и исполнил музыкальную тему «Tsuki Wo Miteita — Moongazing». И Ёнэдзу, и Ёсида являлись большими поклонниками творчества друг друга и были рады взаимному сотрудничеству.

## Выпуск

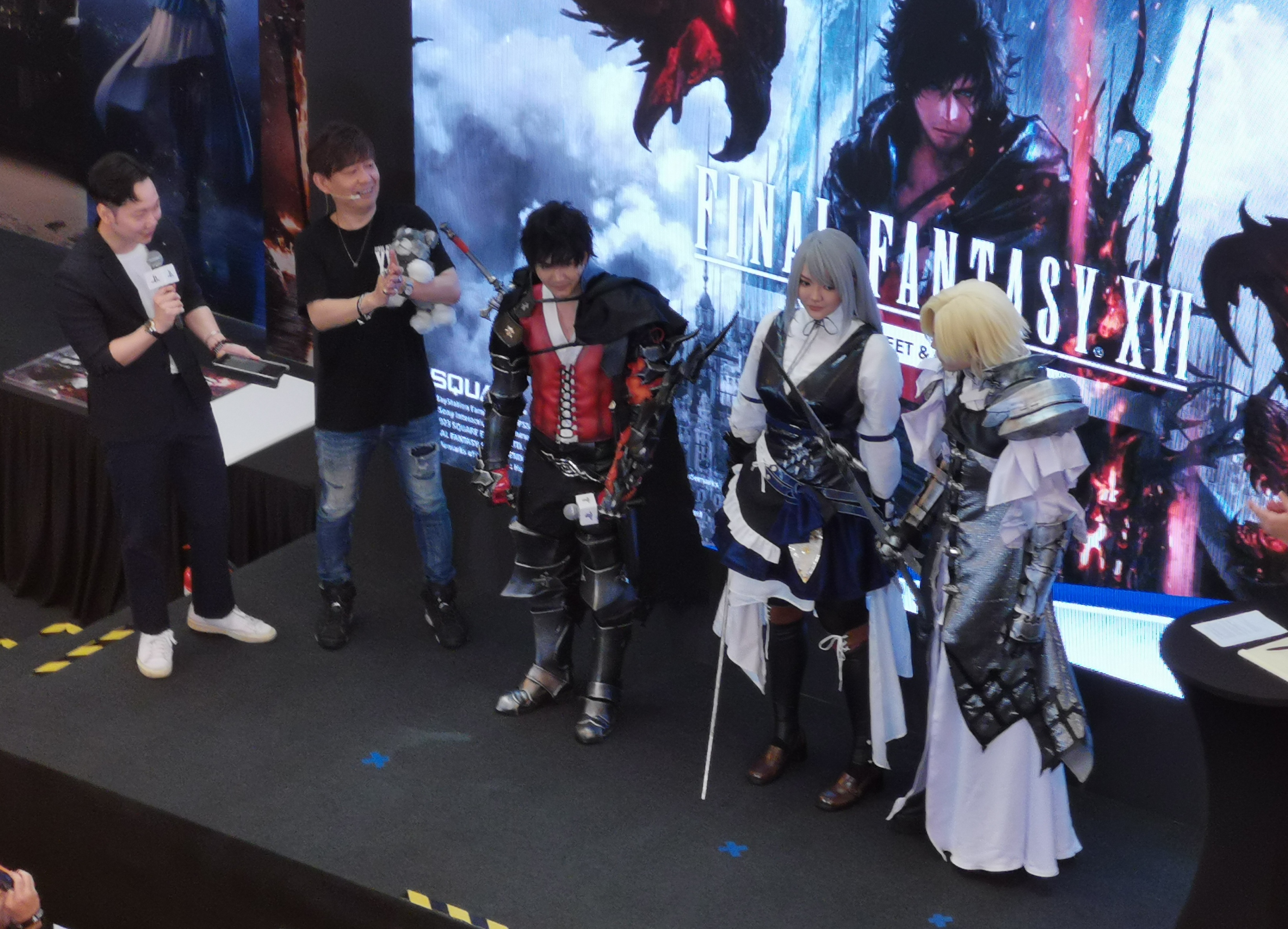
Ёсида и косплееры Клайва, Джилл и Диона на презентации Final Fantasy XVI в торговом центре Sunway Pyramid в 2023 году

В конце 2019 года стало известно, что Creative Business Unit III завершила работу над очередным крупным проектом, после чего в сети начались спекуляции о скором выходе новой части Final Fantasy. Официальный анонс игры состоялся в сентябре 2020 года. В трейлере, который сопровождал анонс, использовались футажи геймплея вместо заранее отрендеренных роликов — таким образом разработчики хотели показать, что игра находится в активной разработке и в скором времени обзаведётся датой релиза. В июне 2022 года вышел второй трейлер, в котором были показаны Айконы и связанные с ними особенности игрового процесса. Хотя изначально этот трейлер должен был выйти в марте, из-за вторжения России на Украину месяцем ранее команда решила отложить релиз видео, так как игра освещала вражду наций. Ёсида записал видеосообщение в качестве предисловия к трейлеру, где призвал не проводить параллель между сюжетом игры и событиями в мире. Во время церемонии награждения The Game Awards 2022 Square Enix показала третий трейлер Final Fantasy XVI, раскрывающий новые элементы геймплея и дату релиза. В конце марта 2023 года разработчики объявили, что игра «ушла на золото», а 12 июня состоялся выход её демоверсии, в которую вошли вступительные эпизоды и более поздние миссии в подземельях.
Фокс режиссировал локализацию игры, в то время как сотрудники британского филиала аудиокомпании Side проводили кастинг и записывали актёров озвучивания. Хотя сценарий FFXVI писался на японском языке, Square Enix анимировала персонажей под английскую локализацию. По этой причине в японской версии реплики героев не совпадали с движением их губ, несмотря на попытки разработчиков добиться синхронизации. Ёсида не вмешивался в процесс записи не только из-за политики компании, но и из «уважения» к режиссёру озвучивания. Персонажей игры озвучили актёры европейского происхождения, что было нетипично для американского рынка. В отличие от предшествующих игр серии Final Fantasy, разработчики изначально не планировали создавать такой сопутствующий контент по теме FFXVI, как DLC и книги. В течение шести месяцев с момента релиза игра была эксклюзивом для PlayStation 5. Хотя ранее Ёсида говорил об отсутствии планов у компании относительно выхода игры на Windows, в июне продюсер подтвердил, что Square Enix работает над портированием. В декабре 2022 года в сети появилась информация об актёрах озвучивания на английском и японском языках.
Некоторые западные СМИ раскритиковали отсутствие этнического разнообразия в игре и комментариев разработчиков по этому поводу. Ёсида сослался на внутриигровой лор, в соответствии с которым Валистия изолирована от других континентов вымышленного мира; также продюсер отметил, что такое положение дел соотносится с обстановкой в Европе в Средние века. Хотя он предвидел критику по этому поводу, Ёсида считал, что наличие других рас в околосредневековом сеттинге помешает игроку погрузиться в него. Разработчики решили сосредоточиться на раскрытии личностей персонажей и их сюжетных арках, а не на их внешности. По словам Ёсиды, на внутриигровой мир повлияли различные культуры со всего мира. Кроме того, продюсер не хотел классифицировать игру как JRPG, так как ему не нравились предубеждения об этом жанре; это заявление также вызвало негативную реакцию у критиков и фанатов серии.

### Версии и обновления
| Системные требования | Системные требования                                                                 | Системные требования                                                    |
| -------------------- | ------------------------------------------------------------------------------------ | ----------------------------------------------------------------------- |
|                      | Минимальные                                                                          | Рекомендуемые                                                           |
| Windows              |                                                                                      |                                                                         |
| ОС                   | 64-разрядная Windows 10, Windows 11                                                  | 64-разрядная Windows 10, Windows 11                                     |
| ЦПУ                  | Intel Core i5-8400 или AMD Ryzen 5 1600                                              | Intel Core i7-10700 или Ryzen 7 5700X                                   |
| Объём ОЗУ            | 16 ГБ                                                                                | 16 ГБ                                                                   |
| Место на диске       | 170 ГБ                                                                               | 170 ГБ                                                                  |
| Видеокарта           | Nvidia GeForce GTX 1070 или эквивалент AMD Radeon RX 5700, Intel Arc A580 DirectX 12 | Nvidia GeForce RTX 2080 или эквивалент AMD Radeon RX 6700 XT DirectX 12 |

Мировой релиз Final Fantasy XVI состоялся 22 июня 2023 года. В большинстве регионов игра получила высокие возрастные рейтинги. FFXVI было отказано в классификации в Саудовской Аравии из-за демонстрации в игре однополых отношений. В интернет-магазине Square Enix для продажи доступны цифровые и физические издания Deluxe и Collector’s Edition с дополнительными внутриигровыми предметами и аксессуарами, такими как артбук и стилбук с изображением главного героя. С 20 июня по 19 июля в Королевской оружейной палате Лондонского Тауэра выставлялась копия меча Клайва, созданная кузнецом Тодом Тодескини. Команда хотела выпустить игру без необходимости установки патча первого дня, однако в конечном итоге Square Enix всё же пришлось выпустить патч для исправления ошибок игрового процесса и оптимизации производительности. Несколько физических копий игры поступили в продажу за неделю до официального релиза, после чего представители компании обратились к досрочным обладателям FFXVI с просьбой не раскрывать сюжетные подробности раньше времени.
В сентябре 2023 года Ёсида подтвердил, что в разработке находятся два сюжетных дополнения, а сама игра получит порт на ПК. Также компания выпустила обновление с новыми костюмами для Клайва, Джилл и Торгала. Во время церемонии награждения The Game Awards 2023 Square Enix показала трейлер первого DLC к игре Echoes of the Fallen; его релиз состоялся 8 декабря. 18 апреля 2024 года компания выпустила второе сюжетное дополнение — The Rising Tide. Разработкой DLC руководил Такео Кудзираока, который ранее работал над Final Fantasy XIII (2009) и подсерией Dissidia. Со 2 апреля по 8 мая 2024 года в Final Fantasy XIV проходило специальное игровое событие The Path Infernal, представляющее собой кроссовер между XIV и XVI частями серии. В августе 2024 года в магазинах Steam и Epic Games Store был открыт предзаказ на ПК-версию игры, а релиз проекта на персональных компьютерах состоялся 17 сентября 2024 года.

## Восприятие

### Критика
| Сводный рейтинг       | Сводный рейтинг |
| Агрегатор             | Оценка          |
| --------------------- | --------------- |
| Metacritic            | 87/100          |
| OpenCritic            | 92 %            |
| Иноязычные издания    |                 |
| Издание               | Оценка          |
| Destructoid           | 9/10            |
| Digital Trends        | [ 82 ]          |
| Edge                  | 7/10            |
| Eurogamer             | [ 84 ]          |
| Famitsu               | 39/40           |
| Game Informer         | 8,5/10          |
| GameSpot              | 9/10            |
| GamesRadar+           | [ 88 ]          |
| IGN                   | 9/10            |
| RPGFan                | 97/100          |
| Video Games Chronicle | [ 90 ]          |
| Русскоязычные издания |                 |
| Издание               | Оценка          |
| GameMAG.ru            | 9/10            |
| Riot Pixels           | 73%             |
| StopGame.ru           | «похвально»     |
| «НИМ»                 | 9,3/10          |

Final Fantasy XVI получила «преимущественно положительные отзывы» на основе 147 рецензий игровой прессы на Metacritic. По данным OpenCritic, 92 % из 163 критиков рекомендуют игру к прохождению.
Майкл Хайэм от GameSpot похвалил мрачное повествование и работу актёрского состава. Это мнение разделил Митчелл Зальцман от IGN. Журнал Edge отметил грандиозный размах истории, хотя и подчеркнул, что она нарушает структуру игры. Данил Ряснянский от журнала «Мир фантастики» назвал историю интересной, глубокой и масштабной, а Максим Драган от iXBT заявил, что концовка игры заставляет прослезиться. В своём обзоре для Video Games Chronicle Джордан Миддлер также положительно высказался о сюжете и героях, однако посетовал на затянутое начало, наполненное экспозицией и незнакомыми терминами. По мнению Иэна Харриса от GamesRadar+, мрачный сеттинг игры отсылает к ранним играм серии; рецензенту понравился экологический посыл, но не устроили некоторые диалоги, охарактеризованные критиком как «плохо написанные». Эрик Ван Аллен от Destructoid заявил, что хотя у сценаристов игры были большие амбиции, им не удалось подобающе завершить часть сюжетных линий. Эдвин Эванс-Тирлвелл от Eurogamer похвалил сюжетную линию Клайва и выделил атмосферу «необоснованного предательства и женоненавистничества прямиком из „Игры престолов“». Зак Вилкерсон от RPGFan счёл женских персонажей недостаточно раскрытыми, однако похвалил игру актёров и повествование в целом. Российские издания «Навигатор игрового мира» и iXBT отметили, что в целом весьма неплохой сюжет временами серьёзно провисает и затягивается; «Мир фантастики» также написал о неравномерности темпа повествования. Джованни Колантонио от Digital Trends посчитал, что история «просела» после того, как Клайв отказался от своей мести; к положительным моментам игры рецензент отнёс часть запоминающихся персонажей и внутриигровой лор. Некоторые критики негативно высказались об отсутствии этнического разнообразия в игре. Российские издания VGTimes, «Навигатор игрового мира» и RiotPixels нейтрально оценили русскоязычные субтитры, отметив стремление локализаторов сгладить и максимально безобидно переиначить откровенные ругательства.
Дмитрий Пятахин от российского сайта VGTimes в своей рецензии отметил наличие в игре «огромного количества действительно крутых и очень красивых сцен», а Максим Драган от iXBT выразил мнение, что красивее игры в индустрии на тот момент не было. Данил Ряснянский в своей рецензии для журнала «Мир фантастики» отметил, что «основные задания блещут яркими зрелищными сражениями, отличной постановкой, мощнейшими CGI-роликами по десять минут». Майкл Хайэм от GameSpot назвал графику приятным дополнением к повествованию и геймдизайну, а Edge и Зак Вилкерсон от RPGFan высоко оценили её детализацию и проработанность. Хотя Джордан Миддлер от Video Games Chronicle и похвалил общую стилистику FFXVI, он указал на неестественную анимацию второстепенных персонажей в некоторых роликах. По мнению Иэна Харриса от GamesRadar+, визуальные эффекты в битвах Айконов мешали разглядеть игровой процесс. Уэсли Леблан от Game Informer сетовал на слабую детализацию и отсутствие разнообразия в дизайне NPC и разделил мнение Харриса о том, что эффекты время от времени затмевают геймплей. Егор Бабин от российского сайта GameGuru назвал «вырвиглазным» интерфейс, хотя и отметил, что в бою «эта аляпистость только выручает», а вне боя интерфейс исчезает. Кроме того, и Митчелл Зальцман от IGN, и Майкл Хайэм от GameSpot отметили нестабильную частоту кадров. Музыка Сокена получила всеобщее одобрение: Максим Драган от сайта iXBT назвал саундтрек «божественным» и выразил мнение, что он «задаёт каждой битве и каждой сцене нужный тон и настроение», а Александр Артёмов от журнала «Навигатор игрового мира» отметил, что «великолепная, мощная, оркестровая, чарующая, с нотками ностальгии, эмбиента [музыка] иногда удивляет и всегда радует».
Майкл Хайэм от GameSpot отметил радикальный отход Final Fantasy XVI от традиционного геймплея серии, высоко оценив широкий выбор комбинаций способностей, возможных на поздних этапах игры. Джованни Колантонио от Digital Trends получил удовольствие от масштаба и зрелищности сражений Айконов; рецензент выразил надежду, что Square Enix продолжит совершенствовать этот элемент в будущих частях. Эрик Ван Аллен от Destructoid назвал геймплей «однозначно хорошим», в то время как Иэн Харрис от GamesRadar+ счёл его одновременно спорным и приятным из-за направленности на экшен. Журналы «Мир фантастики» и «Навигатор игрового мира» восторженно встретили реализацию боевой системы и назвали сражения с боссами «первоклассным действом» и «неистовым концентратом эпичности, экшена и визуального оргазма». Эдвин Эванс-Тирлвелл от Eurogamer положительно отозвался о большом количестве специальных способностей, дополняющих базовую механику сражений, а Уэсли Леблан от Game Informer назвал боевую систему Final Fantasy XVI «[своей] любимой боевой системой на сегодняшний день». Митчелл Зальцман от IGN подчеркнул, что упор на ошеломление врагов и расстановку приоритетов в комбо является самой сильной частью боевой системы. Зак Вилкерсон от RPGFan похвалил древо навыков в игре, но в то же время раскритиковал её за низкую сложность и однообразных противников. Максим Драган от iXBT назвал внутриигровую прокачку самой правильной, «какая только может быть в жанре», а Егор Бабин от GameGuru охарактеризовал ролевые элементы игры как «крайне вялые» из-за излишней, по его мнению, простоты прокачки, слишком малого количества навыков и автоматического повышения характеристик персонажа вместе с уровнем. По мнению Джордана Миддлера от Video Games Chronicle, благодаря быстрому темпу боевой системы и отсутствию ненужных элементов игроки могут ускорить своё прохождение. Некоторые рецензенты сопоставили битвы Айконов по масштабу и зрелищности со сражениями из God of War III (2010) и Asura’s Wrath (2012). Многие обозреватели критиковали игру за недостаточную проработанность и однообразные побочные квесты.

### Продажи
За первую неделю с момента релиза Final Fantasy XVI стала самой продаваемой игрой в Японии — в этот период было продано свыше 336 тысяч физических копий. В Великобритании игра удерживала первенство по продажам в течение первой премьерной недели, однако Final Fantasy XV имела больший коммерческий успех. В США FFXVI стала второй по популярности игрой после Diablo IV (2023). В мире за первую неделю релиза было продано более трёх миллионов копий игры. В отчётах и заявлениях Square Enix отмечалось, что, несмотря на высокие продажи, игра не оправдала ожиданий компании; итоговый результат привёл к падению стоимости акций предприятия. Президент Такаси Кирю обвинил в этом медленное внедрение PlayStation 5 на мировом рынке.

### Награды
| Год  | Церемония                                 | Категория                                                       | Результат           | Источник        |
| ---- | ----------------------------------------- | --------------------------------------------------------------- | ------------------- | --------------- |
| 2022 | The Game Awards 2022                      | Самая ожидаемая игра                                            | Номинация           | [ 106 ]         |
| 2023 | Golden Joystick Awards                    | Лучшая игра года                                                | Номинация           | [ 107 ]         |
| 2023 | Golden Joystick Awards                    | Лучший актёр (Бен Старр)                                        | Победа              | [ 107 ]         |
| 2023 | Golden Joystick Awards                    | Лучший актёр второго плана (Ральф Айнесон)                      | Номинация           | [ 107 ]         |
| 2023 | Golden Joystick Awards                    | Лучший звук                                                     | Победа              | [ 107 ]         |
| 2023 | Golden Joystick Awards                    | Игра года для PlayStation                                       | Номинация           | [ 107 ]         |
| 2023 | The Game Awards 2023                      | Лучшее повествование                                            | Номинация           | [ 108 ]         |
| 2023 | The Game Awards 2023                      | Лучший саундтрек                                                | Победа              | [ 108 ]         |
| 2023 | The Game Awards 2023                      | Лучшая актёрская игра (Бен Старр)                               | Номинация           | [ 108 ]         |
| 2023 | The Game Awards 2023                      | Лучшая ролевая игра                                             | Номинация           | [ 108 ]         |
| 2024 | New York Game Awards                      | Награда Statue of Liberty за лучший игровой мир                 | Номинация           | [ 109 ]         |
| 2024 | New York Game Awards                      | Награда Tin Pan Alley за лучшую музыку в игре                   | Номинация           | [ 109 ]         |
| 2024 | New York Game Awards                      | Награда Great White Way Award за лучшую роль в игре (Бен Старр) | Номинация           | [ 109 ]         |
| 2024 | D.I.C.E. Awards 2024                      | Ролевая игра года                                               | Номинация           | [ 110 ]         |
| 2024 | D.I.C.E. Awards 2024                      | Выдающееся достижение в области анимации                        | Номинация           | [ 110 ]         |
| 2024 | Game Developers Choice Awards             | Игра года                                                       | Почётное упоминание | [ 111 ] [ 112 ] |
| 2024 | Game Developers Choice Awards             | Лучший звук                                                     | Почётное упоминание | [ 111 ] [ 112 ] |
| 2024 | Game Developers Choice Awards             | Лучшая технология                                               | Почётное упоминание | [ 111 ] [ 112 ] |
| 2024 | Game Developers Choice Awards             | Лучшее визуальное оформление                                    | Номинация           | [ 111 ] [ 112 ] |
| 2024 | Game Developers Choice Awards             | Приз зрительских симпатий                                       | Номинация           | [ 111 ] [ 112 ] |
| 2024 | British Academy Games Awards              |                                                                 |                     |                 |
| 2024 | Художественные достижения                 | Номинация                                                       | [ 113 ] [ 114 ]     |                 |
| 2024 | Лучший сюжет                              | Номинация                                                       | [ 113 ] [ 114 ]     |                 |
| 2024 | Лучшая роль второго плана (Ральф Айнесон) | Номинация                                                       | [ 113 ] [ 114 ]     |                 |
| 2024 | Технические достижения                    | Номинация                                                       | [ 113 ] [ 114 ]     |                 |
| 2024 | Japan Game Awards 2024                    | Награда за превосходство                                        | Победа              | [ 115 ]         |
| 2024 | Steam Awards                              | Лучшая игра с выдающимся сюжетом                                | Номинация           | [ 116 ]         |

### Комментарии
1. ↑  При участии Square Enix Creative Business Unit I и Platinum Games[1]
2. ↑  Таинственным образом исчез за много лет до начала событий игры.
3. ↑  О судьбе Клайва и Джошуа, последний из которых указан как автор книги Final Fantasy из сцены после титров, намеренно умалчивается[24].